# Hitto von Freising

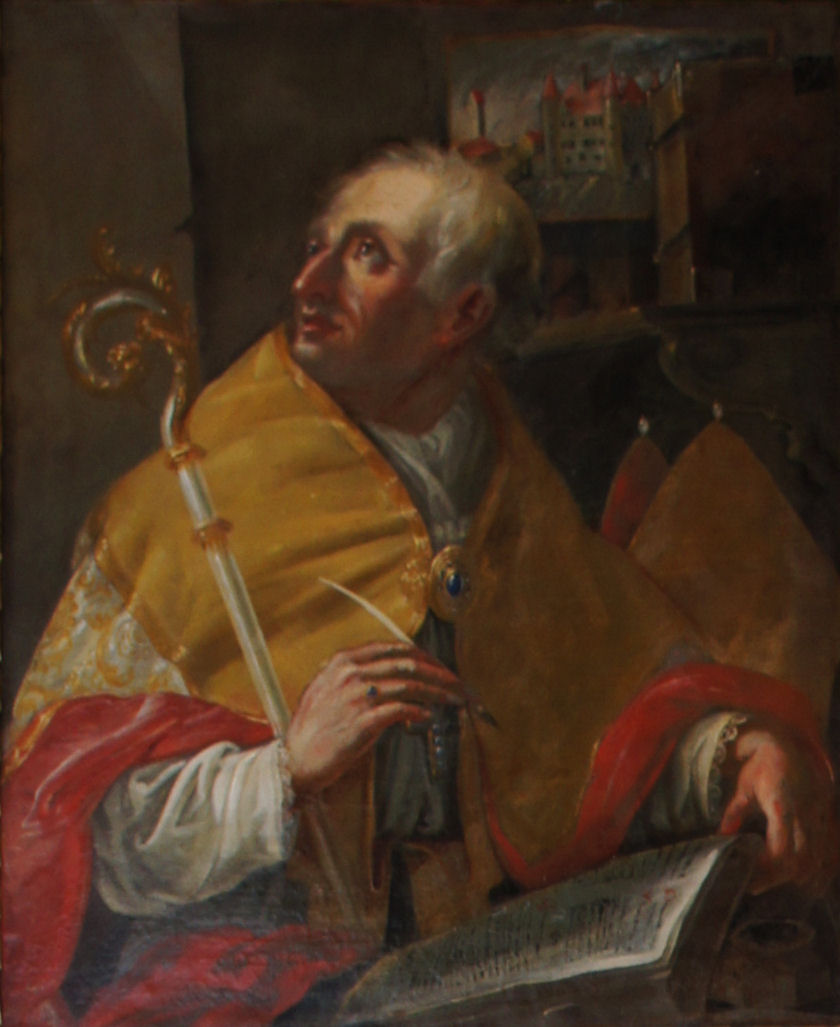
Hitto auf einem Gemälde im Fürstengang Freising

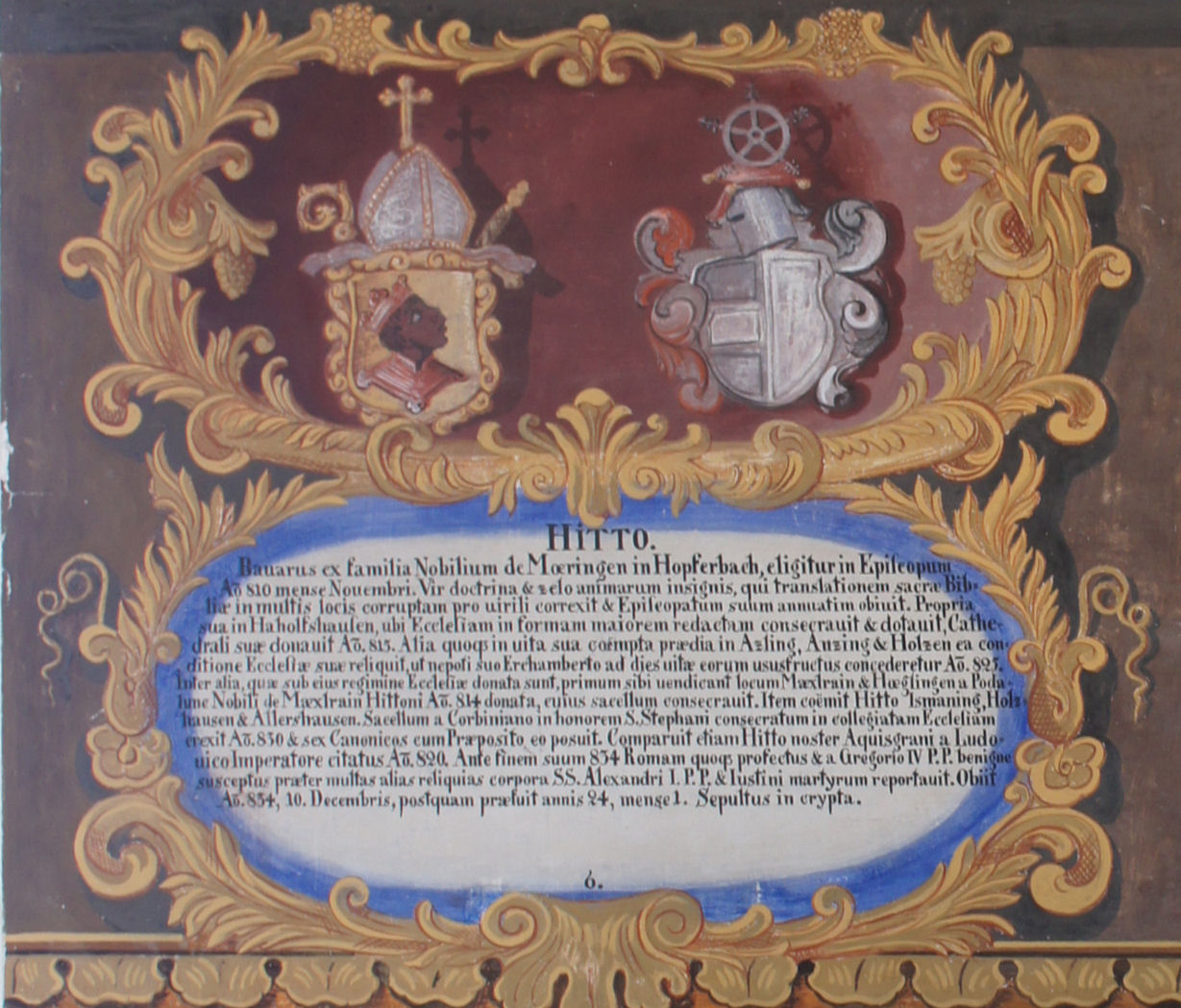
Wappentafel von Hitto im Fürstengang Freising

Hitto von Freising († 835) war der 6. Bischof von Freising von 810/12 bis 835.

## Leben
Hitto entstammte dem bayerischen Hochadel der Huosi. Der Kleriker wirkte seit 794 als Diakon am Freisinger Dom und wurde häufig als Zeuge in Freisinger Urkunden genannt. Als Bischof von Freising wurde er erstmals 812 erwähnt, sein Vorgänger Atto starb allerdings schon über ein Jahr vorher. In seiner Amtszeit legte der Mönch und Notar Kozroh ein erstes Freisinger Traditionsbuch an, das bis 744 zurückreicht. Unter Hitto erreichte das Freisinger Skriptorium einen besonderen Höhepunkt, so entstanden z. B. ca. 40 Codices. Auch über 300 Urkunden aus Hittos Amtszeit sind erhalten. 
Hitto hat offensichtlich die erstrebte bischöfliche Oberherrschaft über viele vorher meist adlige Eigenklöster im Bistum erreicht (u. a. im Falle von Kloster Schliersee 817, Kloster Schäftlarn 821 bzw. 828 und Kloster Innichen 822). Er war um das Jahr 830 auch Gründer des Klosters Weihenstephan. Nach einer alten Tradition erhielt Hitto bei seiner Romwallfahrt im Jahr 834 von Papst Gregor IV. die Reliquien des Hl. Justin und brachte diese nach Freising. Begraben wurde er in Freising in der Domkrypta, der Sarkophag ist erhalten. Sein Neffe Erchanbert wurde sein Nachfolger.